# Grace Oladunni Taylor
Grace Oladunni Taylor (también conocida como Grace Oladunni Lucia Olaniyan-Taylor) es una bioquímica nigeriana, anteriormente en la Universidad de Ibadán, Nigeria. Ella fue la segunda mujer en ser incluida en la Academia de Ciencias de Nigeria y la primera africana receptora de los Premios L'Oréal-UNESCO a Mujeres en Ciencia.

## Biografía
Grace Oladunni Lucia Olaniyan es originaria de Efon-Alaiye, Estado de Ekiti, Nigeria, de Elizabeth Olatoun, y de R. A. W. Olaniyan.
Entre 1952 a 1956, fue estudiante de la Queen's School en Ede en el Estado de Osun. En 1957, se matriculó para sus estudios terciarios, en el Colegio Nigeriano de Artes y Ciencias en Enugu; y, en 1959 se trasladó al Colegio Universitario de Ibadán (hoy Universidad de Ibadán). Así, Olaniyan se graduó con honores, en 1962, con un título en química e inmediatamente se fue a trabajar a la "Estación Regional de Investigación Agrícola", (después llamado el National Root Crops Research Institute (Instituto Nacional de Investigación de Cultivos de Raíz) en "Moor Plantation" en Ibadán.
En 1963, fue contratada como asistente de investigación, en el Departamento de Patología Química, de la Universidad de Ibadán; y, allí, en 1969, obtuvo su doctorado en Patología Química. En 1970, asimismo, es contratada por la Universidad como profesora y luego en 1975, se desempeñó como una investigadora visitante en el Laboratorio de Investigación de Lípidos del Noroeste en Seattle (Washington). eN 1975, Regresó a la Universidad de Ibadán y fue ascendida a Profesora Principal; y, en 1979, ascendió a Profesora Reader.
En 1979, cuando comenzó a publicar, se casó con el profesor Ajibola Taylor. En 1980, se desempeñó como científica visitante en la Unidad de Investigación Metabólica de la Universidad de las Indias Occidentales in Kingston, Jamaica; y, luego en 1984, Taylor fue promovida a profesora titular de Patología Química en la Universidad de Ibadán. Ese mismo año, regresó para una segunda beca de investigación al Laboratorio de Investigación de Lípidos del Noroeste en Seattle y también completó una publicación como científica visitante en Puerto España, Trinidad y Tobago, en el Departamento de Patología Química. En 1990, fue contratada como profesora Asociada en la Escuela de Medicina, de la Universidad de Zimbabue, en Harare, enseñando en el Departamento de Patología. En 1991, she returned to Ibadan University where from 1991 to 1994 she was Head of Department of Chemical Pathology and served as an honorary Consultant at the University College Hospital, Ibadan. She retired in 2004 but continued to lecture at Ibadan in the Department of Chemical Pathology.
Her specialty was the analysis of lípidos in cardiovascular disease and her comparison of lipid metabolism confirmed that cholesterol levels are not a product of race, but rather diet and exercise levels. She was awarded numerous honors for her research, including the Shell-BP Scholarship in Chemistry, a World Health Organization Fellowship, the Fulbright–Hays Fellowship, a Ciba-Geigy Fellowship, and the Association of African Universities Fellowship. Taylor was inducted into the Nigerian Academy of Science in 1997, as the second woman to have ever been honored as an inductee. In 1998, the L'Oréal-UNESCO prize was launched to award one woman from each of five regions—Africa and Arab states, Asia-Pacific, Europe, Latin America, North America—for their scientific achievement and contributions to improving humanity. Taylor was the African recipient in the inaugural honorees of the L'Oréal-UNESCO Award for Women in Science, becoming the first African to receive the award. In 2012, she was honored by the Ekiti State Government for her contributions to mentoring and teaching medical students.

## Obra

### Algunas publicaciones
- Taylor, Grace Oladunni; Bamgboye, Afolabi E. (diciembre de 1979). «Serum cholesterol and diseases in Nigerians». The American Journal of Clinical Nutrition (en inglés) 32: 2540-2545.

- Taylor, G. Oladunni; Agbedana, E. O.; Johnson, A. O. K. (mayo de 1982). «High-density-lipoprotein-cholesterol in protein–energy malnutrition». British Journal of Nutrition (en inglés) (The Nutrition Society) 47 (3): 489-494. doi:10.1079/BJN19820061.

- Taylor, Oladunni Grace; Ahaneku, Joseph Eberendu; Agbedana, Olu Emmanuel (octubre de 1995). «Relationship between body mass index (BMI) and changes in plasma total and HDL-cholesterol levels during treatment of hypertension in African patients». Acta Medica Okayama (en inglés) (Okayama University Medical School) 49 (5). ISSN 0386-300X. Archivado desde el original el 1 de febrero de 2016.

- Taylor, Grace O; Orimadegun, Bose E.; Anetor, John I.; Adedapo, Deborah A.; Onuegbu, Jude A.; Olisekodiaka, Japhet M. (julio–septiembre de 2007). «Increased serum iron associated with coronary heart disease among Nigerian adults». Pakistan Journal of Medical Sciences (en inglés) (Professional Medical Publications) 23 (4): 518-522. ISSN 1681-715X.

- Taylor, Grace Oladunni; Ebesunun, Maria Onomhaguan; Agbedana, Emmanuel Oluyemi; Oladapo, Olulola O. (septiembre–diciembre de 2013). «Variations in plasma lipids and lipoproteins among cardiovascular disease patients in South-western Nigerians». Biokemistri (en inglés) (Nigerian Society for Experimental Biology) 25 (2). ISSN 0795-8080.